# 學友社

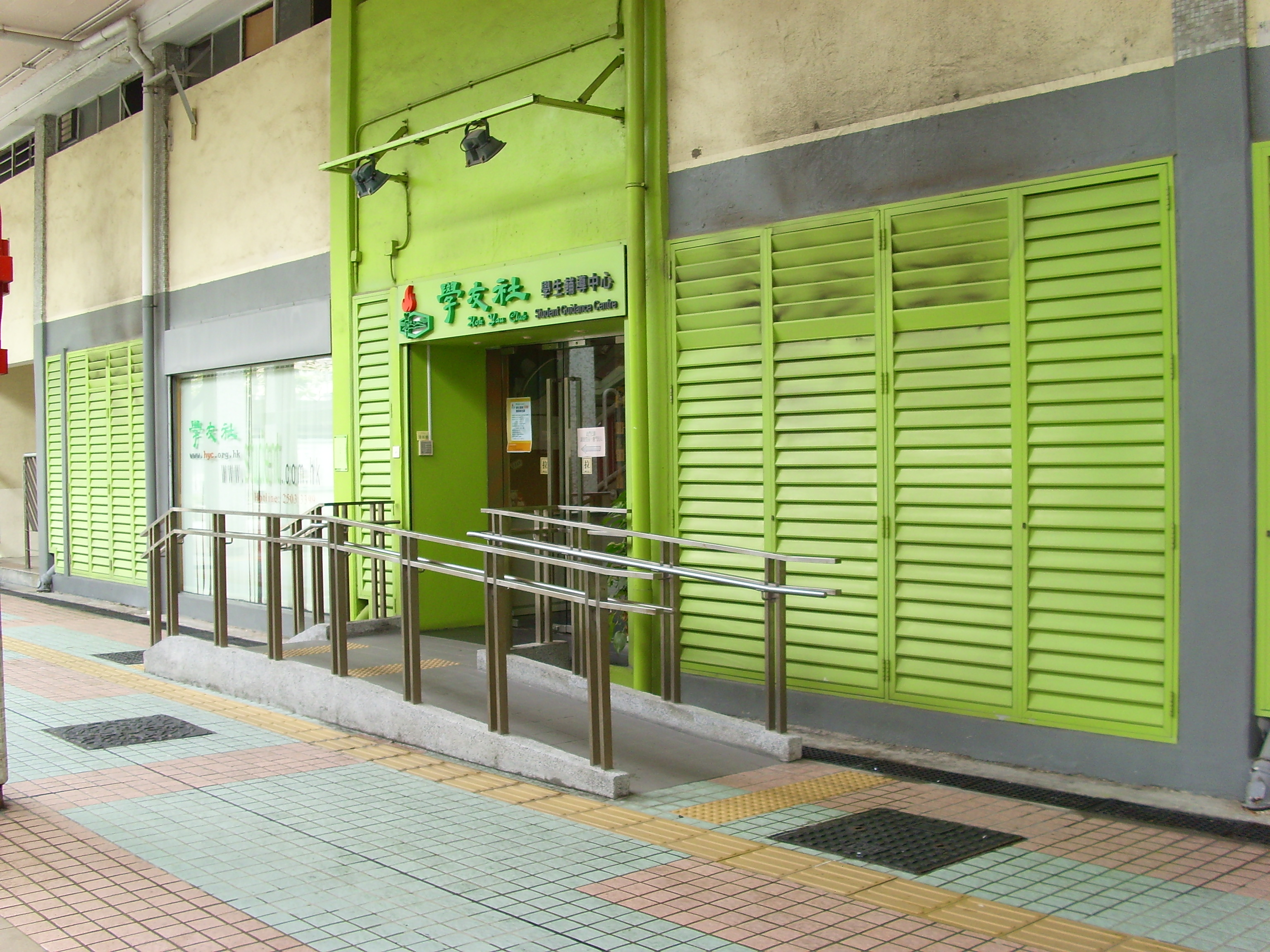
學友社學生輔導中心

學友社（英語：Hok Yau Club）是香港公共性質慈善機構及香港社會服務聯會機構會員，主要服務青年學生。成立於1949年，前身是「學友中西舞蹈研究社」（Hok Yau Dancing Club）。其宗旨為「探求真知，服務社會」，向學生提供輔導服務，舉辦各類課餘活動等。

## 歷史
學友社前身「學友中西舞蹈研究社」，1949年《華僑日報》成立，據官方網頁介紹，該機構是由讀者園地中的一群青年組織成立，早期活動以舞蹈、音樂、戲劇等文藝活動為主。隨著社會的轉變，學友社擴展至學術及輔導等活動，並於1975年正名為「學友社」。於1991年設立「學生輔導中心」，推展學生輔導工作。2022年開始，學友社亦新增「大灣區升學資源中心」為有意前往內地升學之學生提供升學資訊上的支援。

## 架構
- 名譽贊助人
  - 李林麗嬋女士

2023-2025年度理事會成員
- 主　席：
  - 李浩然議員，MH，JP
- 副主席：
  - 陳穎文女士，MH
- 司　庫：
  - 許季明先生
- 理　事：
  - 王漢良先生、曾慶輝先生、羅寶文女士
- 執行總監：
  - 梁國成先生

## 活動

### 傑出中學生領袖選舉
學友社潛能發展中心自2004年起開始舉辦「傑出中學生領袖選舉」，由四輪評核及社會領袖培訓課程組成，透過選舉嘉許對學校及社會有承擔和貢獻的高中學生領袖，同時亦肩負起培養未來香港領袖的使命。「學生領袖」除了透過社會領袖培訓課程認識自我、尋求突破外，更會親身籌劃社會性活動，以宏觀的角度更深入地認識香港。學生領袖更能踏足黃土，考察中國國情，增加對祖國的認識、擴闊視野。本選舉及培訓課程更提供一個平台，讓學生領袖彼此交流學習，同時有機會接觸不同界別的社會領袖，讓這群明日領袖汲取更多經驗，使他們盡早訂立目標，回饋社會，貢獻香港。

## 歷屆知名社員
司徒華、梁慕嫻、鍾樹根

## 外部連結
- 學友社官方網站（页面存档备份，存于）
- 學友社官方Facebook （页面存档备份，存于）
  - 一站式學生資訊網站（页面存档备份，存于）
    - 傑出中學生領袖選舉（页面存档备份，存于）